# Эллерц-Усов, Александр Васильевич
Александр Васильевич Эллерц-Усов (1875—1920) — офицер Русской императорской армии, участник Белого движения на Востоке России.

## Биография
Александр Васильевич Эллерц-Усов родился в 1875 году в Риге. В 1899 году окончил Иркутское юнкерское училище, служил в 27-м Восточно-Сибирском стрелковом полку. В 1900—1901 годах участвовал в подавлении восстания ихэтуаней в Китае, в 1904—1905 — в русско-японской войне, с 1914 года — в Первой мировой войне. Был четырежды ранен, награждён Георгиевским оружием, семью орденами (до ордена Св. Анны 2-й степени), высочайшим благоволением и четырьмя медалями. С 24 ноября 1916 года по 15 июня 1917 года командовал 58-м Сибирским стрелковым полком, затем состоял в резерве чинов Минского военного округа.
После Октябрьской революции 1917 года собравшийся в Томске 6-15 декабря Общесибирский Чрезвычайный областной съезд отказался признать советскую власть. В январе 1918 года в Томске должна была собраться Сибирская областная Дума, но в ночь на 26 января 1918 года Томский совет распустил Сибирскую областную думу. Избежавшие ареста члены Думы на конспиративном совещании избрали Временное правительство автономной Сибири. Пост военного министра в этом правительстве занял эсер подполковник А. А. Краковецкий, которому было поручено организовать вооружённую борьбу против советской власти в Сибири. 30 января 1918 года А. В. Эллерц-Усов возглавил военный отряд подпольной Иркутской военной организации, а вскоре сменил Н. С. Калашникова в качестве представителя А. А. Краковецкого в подпольном Восточно-Сибирском военном округе.
После того, как в результате выступления чехословаков советская власть в Сибири была свергнута, 11 июля 1918 года А. В. Эллерц-Усов вступил в должность командующего Иркутским военным округом (официально назначен приказом по военному ведомству Временного сибирского правительства от 31 июля 1918 года) и приступил к формированию воинских частей из жителей Иркутской губернии. Так как объявление призыва входило в компетенцию Временного Сибирского правительства, с формальной точки зрения А. В. Эллерц-Усов превысил свои полномочия, и уже 13 августа иркутский губернский комиссар эсер П. Д. Яковлев донёс о незаконных приказах командующего округом министру внутренних дел Временного Сибирского правительства В. М. Крутовскому. В ответ 23 августа 1918 года временно управляющий Военным министерством генерал М. К. Менде потребовал от иркутского военного прокурора привлечь А. В. Эллерц-Усова к ответственности. А. В. Эллерц-Усов был отстранён от должности, но к этому времени мобилизация уже завершилась, и новый командующий округом не нашёл возможным сразу распустить мобилизованных. Разбирательство дела об объявленной А. В. Эллерц-Усовым самовольной мобилизации было прекращено приказом А. В. Колчака летом 1919 года.
По приказу командующего Сибирской армией генерал-майора П. П. Иванова-Ринова 17 сентября 1918 года А. В. Эллерц-Усов принял командование 4-м Восточно-Сибирским корпусом со штабом в Иркутске.
29 января 1919 года приказом нового командующего Иркутским военным округом генерал-майора В. И. Волкова А. В. Эллерц-Усов «за полную бездеятельность и упущения по службе (к периоду сильных морозов войска корпусного района оказались не снабжёнными тёплой одеждой, на что имелось достаточно времени с августа), за неправильные боевые распоряжения, за командирование чинов вопреки приказа» был снят с должности с зачислением в резерв чинов штаба округа.
12 июня 1919 года А. В. Эллерц-Усов был назначен уполномоченным по охране государственного порядка и общественного спокойствия района Южной армии, 23 июля — командиром 5-го Стерлитамакского корпуса Южной армии (размещался в районе Орска и Актюбинска). В сентябре он был назначен командующим Южной армией, но не смог предотвратить развала, и реорганизация армии была поручена А. И. Дутову. После этого А. В. Эллерц-Усов вернулся домой в Иркутск, где после установления советской власти был 21 февраля 1920 года арестован. 9 сентября 1920 года трибунал 5-й Красной армии приговорил его к расстрелу.